# 弗朗茨 (巴伐利亚)

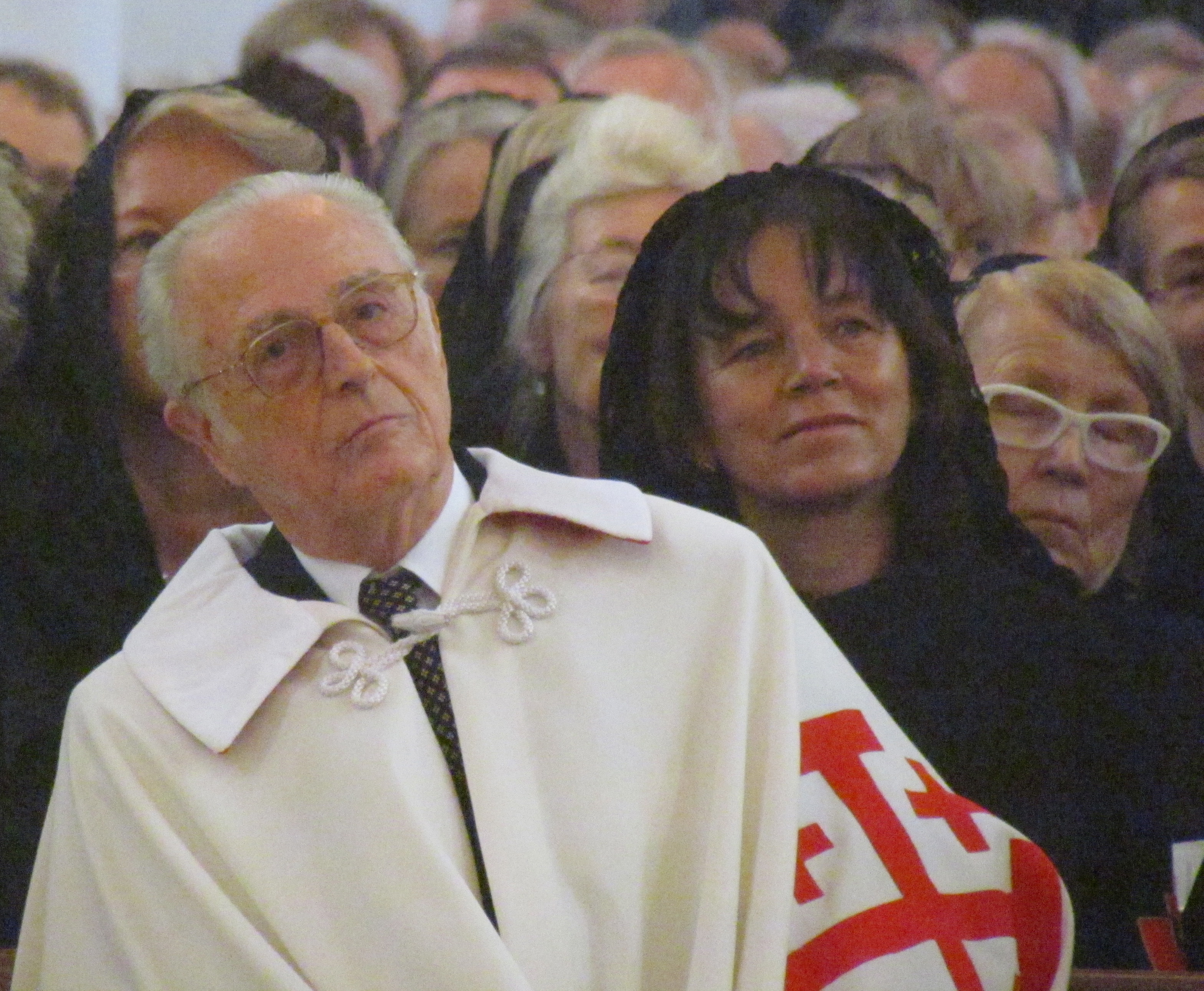
2012年在慕尼黑

弗朗西斯二世（德語：Franz Bonaventura Adalbert Maria Herzog von Bayern，1933年7月14日—），巴伐利亚、法兰克尼亚和士瓦本公爵，莱茵行宫伯爵，巴伐利亚王位继承人，巴伐利亚维特尔斯巴赫家族首领。原名弗朗茨，同时他也是大部分詹姆士派支持的英国王位覬覦者，被詹姆士派称为弗朗西斯二世 （Francis II）。
弗朗茨1933年出生于慕尼黑大学医院，巴伐利亚王位继承人阿尔布雷希特与第一任妻子玛利亚·德拉什科维奇·冯·特拉科什乾的长子，巴伐利亚末王路德维希三世的曾孙。他出生时并没有得到“巴伐利亚王子”的头衔，因为他父母的婚姻不符合巴伐利亚王室法律，1941年他的祖父鲁普雷希特修改了王室继承法，将此次婚姻合法化，他才得到“巴伐利亚王子”的称号。
1939年，弗朗茨跟随父母因逃避纳粹政权的迫害而流亡，定居匈牙利。1944年10月，德军占领匈牙利，他和家人被盖世太保抓获，拘于萨克森豪森集中营。1945年被转移到达豪集中营，在那里被美军释放。战后，弗朗茨接受了本笃会的教育，并在慕尼黑大学和苏黎世工商业学院学习工商管理。他懂得英语、法语、德语和匈牙利语。1996年7月8日，父亲阿尔布雷希特去世，他成为巴伐利亚王位继承人，并被詹姆士派称为英格兰、苏格兰、爱尔兰和法兰西国王，还有一些人称他为耶路撒冷国王、塞浦路斯国王甚至埃及法老王子。
弗朗茨与他的祖先巴伐利亚国王路德维希一世一样对收藏艺术品有着浓厚的兴趣，他私人收藏中有许多都租给了慕尼黑现代美术馆展览。弗朗茨在巴伐利亚的许多艺术、教育和宗教机构拥有名誉称号：他是慕尼黑大学世袭评议员、巴伐利亚科学与人文学学会荣誉会员、慕尼黑工业大学荣誉评议员、路德维希-马克西米利安大学监理会成员、巴伐利亚天主教学会委员会和学会管理处成员、哲学高等学校监理会成员、卡尔·伯姆基金会荣誉协会会员、巴伐利亚人口基金会监理会成员、旧美术馆创建者协会主席、现代美术馆基金会的赞助人等。1996年，他获得了美国宾西法尼亚州圣-文森特学院荣誉博士的学位。
作为巴伐利亚王位继承人，弗朗茨同时拥有许多头衔：圣-休伯特骑士团团长、马克西米利安-约瑟夫军团团长、圣乔治骑士团团长，他也是马耳他骑士团的执行官和奥地利金羊毛骑士团成员。
弗朗茨沒有結婚，现居住在位于慕尼黑的维特尔斯巴赫家族的夏宫宁芬堡裡。由于没有子嗣，巴伐利亚王位的继承权将由他的弟弟巴伐利亚的公爵马克斯继承。马克斯没有儿子，王位将传给他们的远房堂弟巴伐利亚王子柳特波德及其后代，见巴伐利亚王位继承顺序。
2021年6月，弗朗茨與他的長期伴侶托馬斯·格林瓦爾德（Thomas Greinwald）合照，其正式肖像由荷蘭攝影師埃爾溫·奧拉夫拍攝。弗朗茨也因此成為首位公開其同性伴侶的歐洲王室族長。